# PLDT
PLDT Inc. (bis Juli 2016: Philippine Long Distance Telephone Company) ist der führende philippinische Anbieter von Telekommunikations- und digitalen Dienstleistungen. Das Unternehmen wurde 1928 gegründet und hat seinen Hauptsitz in Makati City. Hauptgeschäftsfelder des Telekommunikationskonzerns sind Wireless (insbesondere Mobilfunk) und Fixed Line (Festnetz).
Die Aktien des Mutterunternehmens werden an der Philippine Stock Exchange sowie als American Depositary Receipt u. a. an der New York Stock Exchange gehandelt und sind im Philippine Stock Exchange Index gelistet.
Das Unternehmen ist international an zahlreichen Gesellschaften beteiligt. So hält PLDT seit August 2014 Anteile an Rocket Internet und begründete 2015 ein global agierendes 50/50-Joint Venture mit Rocket Internet im Bereich Online-Bezahldienste.